# Rayones
Rayones är en kommun i Mexiko.   Den ligger i delstaten Nuevo León, i den centrala delen av landet, 600 km norr om huvudstaden Mexico City.
Följande samhällen finns i Rayones:
- Pablo L. Sidar